# Freddie Jones
Freddie Jones, Frederick Charles Jones (Dresden, 1927. szeptember 12. – 2019. július 9.) angol színész.

## Fontosabb filmjei

### Mozifilmek
- Baleset (Accident) (1967)
- Jean-Paul Marat üldöztetése és meggyilkolása, ahogy a charentoni elmegyógyintézet színjátszói előadják De Sade úr betanításában (Marat/Sade) (1967)
- Távol a tébolyult tömegtől (Far from the Madding Crowd) (1967)
- Férfi a padláson (The Bliss of Mrs. Blossom) (1968)
- Banditák hálójában (Otley) (1969)
- Frankensteint el kell pusztítani (Frankenstein Must Be Destroyed) (1969)
- Az önmagát kísértő férfi (The Man Who Haunted Himself) (1970)
- Emberrablók (Kidnapped)
- Kiszolgáltatott célpont (Sitting Target) (1972)
- Drakula sátáni ünnepe (The Satanic Rites of Dracula) (1973)
- Pénzt vagy életet! (Juggernaut) (1974)
- Az elefántember (The Elephant Man) (1980)
- Tűzróka (Firefox) (1982)
- Támadás a Krull bolygó ellen (Krull) (1983)
- És a hajó megy (E la nave va) (1983)
- Tűzgyújtó (Firestarter) (1984)
- Dűne (Dune) (1984)
- A fekete üst (The Black Cauldron) (1985, hang)
- Ifjú Sherlock Holmes és a félelem piramisa (Young Sherlock Holmes) (1985)
- Perzselő szenvedélyek (Consuming Passions) (1988)
- Erik, a viking (Erik the Viking) (1989)
- Veszett a világ (Wild at Heart) (1990)
- Az utolsó pillangó (The Last Butterfly) (1991)
- Kém Rt. – Kémek, hazugságok, alibik (Spies Inc.) (1992)
- Jütland hercege (Prince of Jutland) (1994)
- Végtelen történet 3. (The Neverending Story 3: Escape from Fantasia) (1994)
- Perlekedő szerelem (What Rats Won't Do) (1998)
- Élet a birtokon (My Life So Far) (1999)
- Monte Cristo grófja (The Count of Monte Cristo) (2002)
- Határvillongások (Puckoon) (2002)
- Hölgyek levendulában (Ladies in Lavender) (2004)
- Rochester grófja – Pokoli kéj (The Libertine) (2004)
- Futunk a pénzünk után (Caught in the Act) (2008)

### Tv-filmek
- Androcles and the Lion (1960)
- A fekete bárány (Baa Baa Black Sheep) (1974)
- Az élet dicsérete (All Creatures Great and Small) (1975)
- Pennies from Heaven (1978)
- Gyilkolni könnyű (Murder Is Easy) (1982)
- Sajtócézár (The Paper Man) (1990)
- Veled is megtörténhet (It Could Be You) (1995)

### Tv-sorozatok
- It Happened Like This (1963, egy epizódban)
- Az Angyal kalandjai (The Saint) (1968, egy epizódban)
- Szellemes nyomozók (Randall and Hopkirk (Deceased)) (1969, egy epizódban)
- Alfa holdbázis (Space: 1999) (1976, egy epizódban)
- Célpont (Target) (1977, egy epizódban)
- Baleseti sebészet (Casualty) (2000, 2004, két epizódban)
- Kisvárosi gyilkosságok (Midsomer Murders) (2004, egy epizódban)
- Emmerdale Farm (2005–2018, 632 epizódban)

## További információ
- Freddie Jones a PORT.hu-n (magyarul)
- Freddie Jones az Internetes Szinkronadatbázisban (magyarul)
- Freddie Jones az Internet Movie Database-ben (angolul)
- Freddie Jones a Rotten Tomatoeson (angolul)